# Ocupació alemanya de Bèlgica (1914-1918)
L'ocupació alemanya de Bèlgica (en francès: Occupation allemande; en neerlandès: Duitse bezetting) de la Primera Guerra Mundial va ser una ocupació militar de Bèlgica per les forces de l'Imperi alemany entre 1914 i 1918.
A partir d'agost de 1914, amb la invasió de la neutral Bèlgica, el país va quedar gairebé completament envaït per les tropes alemanyes, abans que a l'hivern del mateix any les forces Aliades es retiressin cap a l'oest. El govern belga se'n va anar a l'exili, mentre que el rei Albert I i l'exèrcit belga va continuar lluitant en un sector del front occidental.
Sota el domini alemany, Bèlgica va quedar dividida en tres zones administratives separades. La major part del país va caure dins del «Govern General», una administració d'ocupació formal, governat per un general alemany, mentre que les altres dues, més a prop de la línia del front, van quedar sota un règim militar directe, més repressiu.
L'ocupació alemanya va coincidir amb un col·lapse econòmic generalitzat en Bèlgica a causa de l'escassetat i a l'atur generalitzat, però també amb un renaixement religiós. Les organitzacions de socors, que depenien del suport estranger per a portar menjar i roba als civils belgues i que es van veure afectades per l'absència de les importacions a causa del bloqueig naval aliat i dels combats, també van arribar a ser extremadament importants per a la vida social i cultural del país.
L'administració d'ocupació alemanya va reprimir la dissidència política i va posar en marxa nombroses mesures impopulars, com la deportació de treballadors belgues cap a Alemanya i el treball forçós en projectes militars. També va donar suport al moviment radical flamenc al fer nombroses concessions com a part de la flamenpolitik en un intent de guanyar suport entre la població flamenca del país. Com a resultat, es van crear nombrosos moviments de resistència, que va intentar sabotejar la infraestructura militar, recollir informació d'intel·ligència per als Aliats o imprimir diaris clandestins. Eren comunes expressions de baix nivell de dissidència malgrat que eren reprimides amb freqüència.
A partir de l'agost de 1918, els Aliats van avançar en la Bèlgica ocupada durant l'ofensiva dels cent dies, alliberant algunes zones. Malgrat això, major part del país va quedar sota l'ocupació alemanya fins a l'armistici del novembre de 1918 i l'exèrcit belga va avançar dins del país per a substituir a les tropes alemanyes evacuades per a mantenir la llei i l'ordre.

## Antecedents

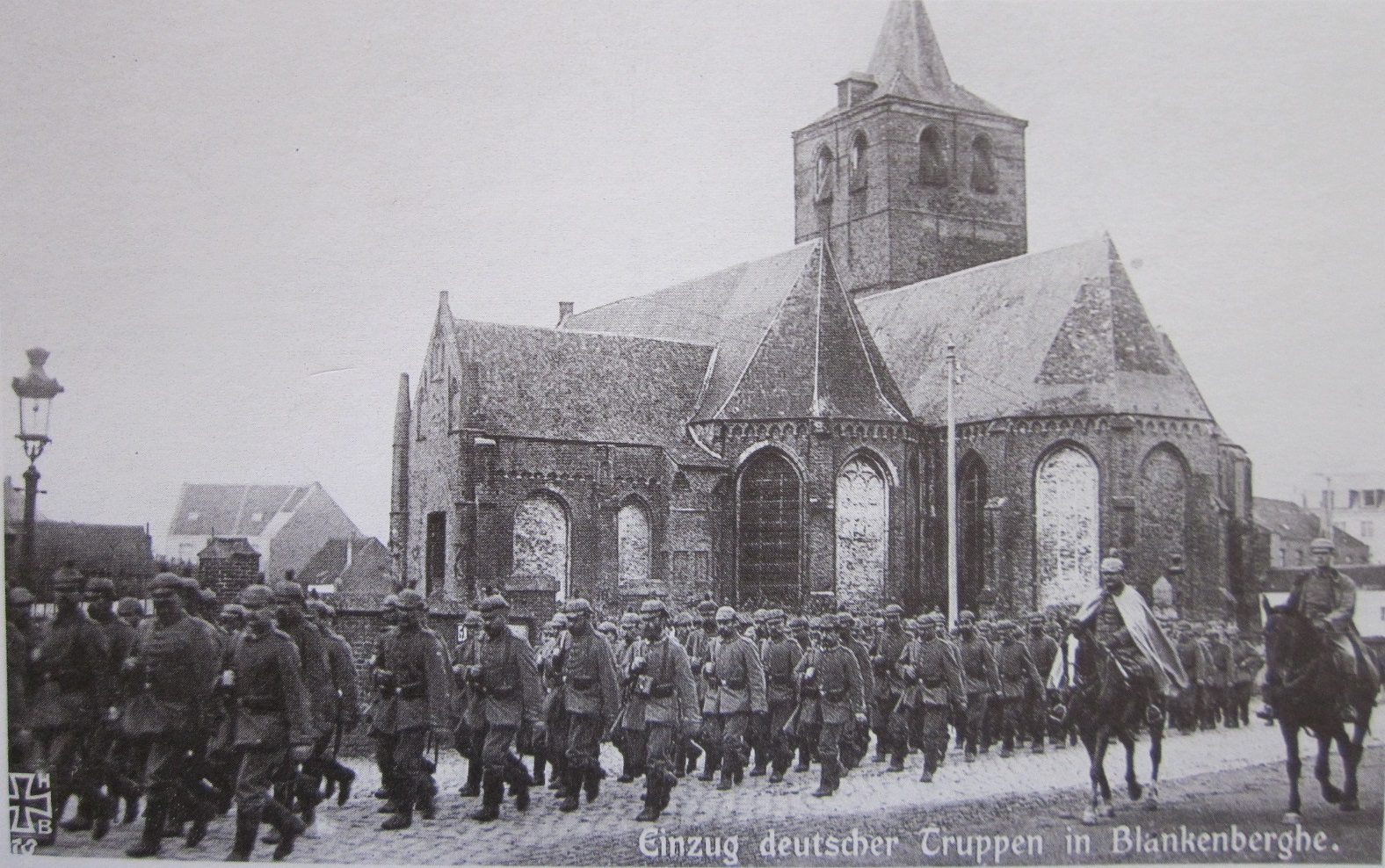
Les tropes alemanyes marxant per Blankenberge, 1914

Després de la seva independència en 1830, Bèlgica es va veure obligada a romandre neutral a perpetuïtat pel tractat de 1839 com a part d'una garantia per la seva independència. Abans de la guerra, Bèlgica era una monarquia constitucional i es caracteritzava per ser un dels països més industrialitzats del món.
El 4 d'agost de 1914, l'exèrcit alemany va envair Bèlgica tot just uns dies després de presentar un ultimàtum al govern belga per a permetre la lliure pas de tropes alemanyes a través de les seves fronteres. L'exèrcit alemany va avançar ràpidament cap a Bèlgica, assetjant i capturant de les fortificacions de Lieja, Namur i Anvers, empenyent als 200.000 efectius de l'exèrcit belga, recolzats pels seus aliats francesos i britànics cap a l'oest. També van fugir un gran nombre de refugiats cap als països veïns.
A l'octubre de 1914, l'avanç alemany va ser finalment detingut prop de la frontera francesa per una força belga a l'IJzer i per una força combinada francobritànica al Marne. Com a resultat, el front s'estabilitzà amb la major part del territori belga ja sota control alemany. En absència de qualsevol ofensiva decisiva, la major part de Bèlgica es va mantenir sota control alemany fins al final de la guerra.
Mentre que la major part de Bèlgica va ser ocupada, el rei Albert I van continuar comandant l'exèrcit belga al llarg d'un sector del front occidental, conegut com el Front d'IJzer, a través de Flandes Occidental des del seu quarter general en Veurne. El Govern belga, dirigits per Charles de Broqueville, es va establir a l'exili a Le Havre, al nord de França. Les possessions colonials de Bèlgica a l'Àfrica, al Congo Belga, també es va mantenir lleials als Aliats i al govern de Broqueville.

### La violació de Bèlgica

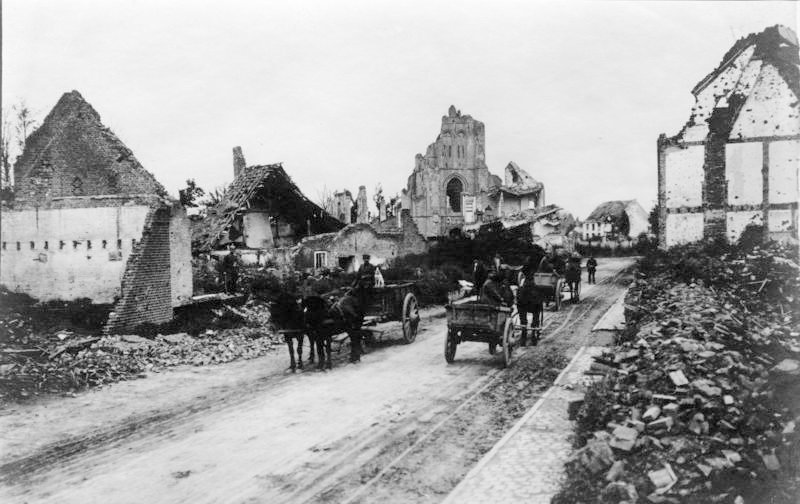
Danys de la guerra en Flandes, 1914

Durant el curs del seu avanç a través de Bèlgica, els alemanys van cometre una sèrie de crims de guerra contra la població civil belga al llarg de la seva ruta d'avanç. Aquestes matances eren sovint les respostes a les ciutats on els seus habitants eren acusats de lluitar com a franctiradors o guerrillers contra l'exèrcit alemany. Els civils van ser executats sumàriament i diversos pobles van ser destruïts deliberadament en una sèrie d'accions punitives col·lectives, conegudes com la «Violació de Bèlgica». Unes 6.500 persones van ser assassinades per l'exèrcit alemany entre l'agost i novembre de 1914. A Lovaina, la biblioteca històrica de la universitat de la ciutat es va incendiar deliberadament.
Les notícies de les atrocitats, també àmpliament exagerades per la premsa aliada, van aixecar una considerable simpatia per la població civil belga de la Bèlgica ocupada. La simpatia per la situació dels civils belgues i refugiats belgues va continuar als diaris aliats i la propaganda fins al final de la guerra.

## L'administració i el govern

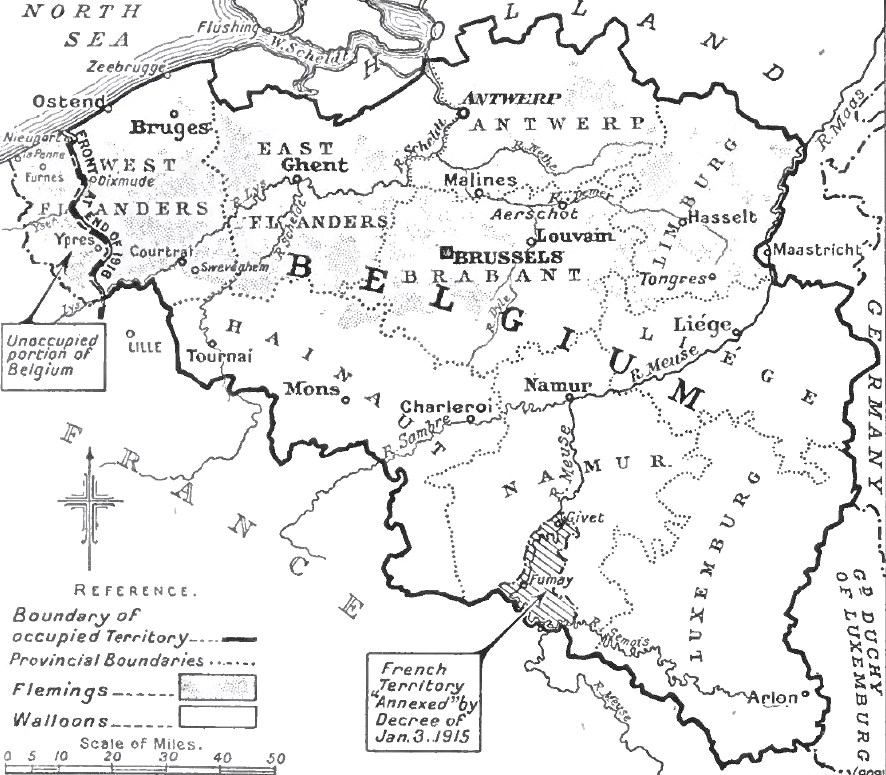
Mapa de la Bèlgica ocupada pels alemanys, 1914-1916

Al finalitzar la invasió, la gran major part del territori belga (2.598 dels 2.636 municipis) estaven sota ocupació alemanya. A partir de novembre de 1914, la part belga ocupada, junt amb les zones franceses ocupades al voltant de Givet i Fumay, va ser dividida pels alemanys en tres zones. La primera, l'Operationsgebied (àrea d'operacions), cobria una petita part de territori prop de la línia del front en l'extrem occidental de Bèlgica. A prop d'aquesta zona estava l'Etappengebied (àrea de pas), que cobria la major part de Flandes Oriental i Occidental juntament amb parts d'Hainaut i Luxemburg. La resta del país, la més gran de les zones, el Generalgouvernement (Govern General), cobria la major part del país i dels territoris francesos ocupats.
A diferència de les àrees d'operacions i de pas, el Govern General tenia la intenció de ser una l'administració total i va ser molt menys repressiva que les altres dues zones on el govern es va basar principalment en preocupacions militars. La població civil de les àrees d'operacions va ser classificada oficialment com «presoners» per l'exèrcit alemany. El Govern General es va col·locar sota el comandament d'un general alemany que era responsable davant l'Exèrcit. Després de la breu estada de Colmar von der Goltz en 1914, el comandament es va dur a terme per Moritz von Bissing i més tard, a partir d'abril de 1917, per Ludwig von Falkenhausen.
Les autoritats alemanyes destinades van utilitzar l'economia belga i la seva producció industrial en benefici de l'economia alemanya, però amb l'esperança de mantenir l'estat i l'economia belga en funcionament sense impedir els seus principals objectius.
Administrativament, l'administració alemanya tenia una Zivilverwaltung (Administració Pública) encarregada de tractar els assumptes del dia a dia i una xarxa de Kommandanturen local en els pobles i ciutats de Bèlgica. També podien reclutar fins a un màxim de 80.000 soldats. En la majoria dels casos, però, l'administració va ser utilitzada per a mantenir la funció pública belga existent i el govern local durant gran part de la seva administració.

## La vida sota l'ocupació

### L'escassetat i les organitzacions d'ajuda

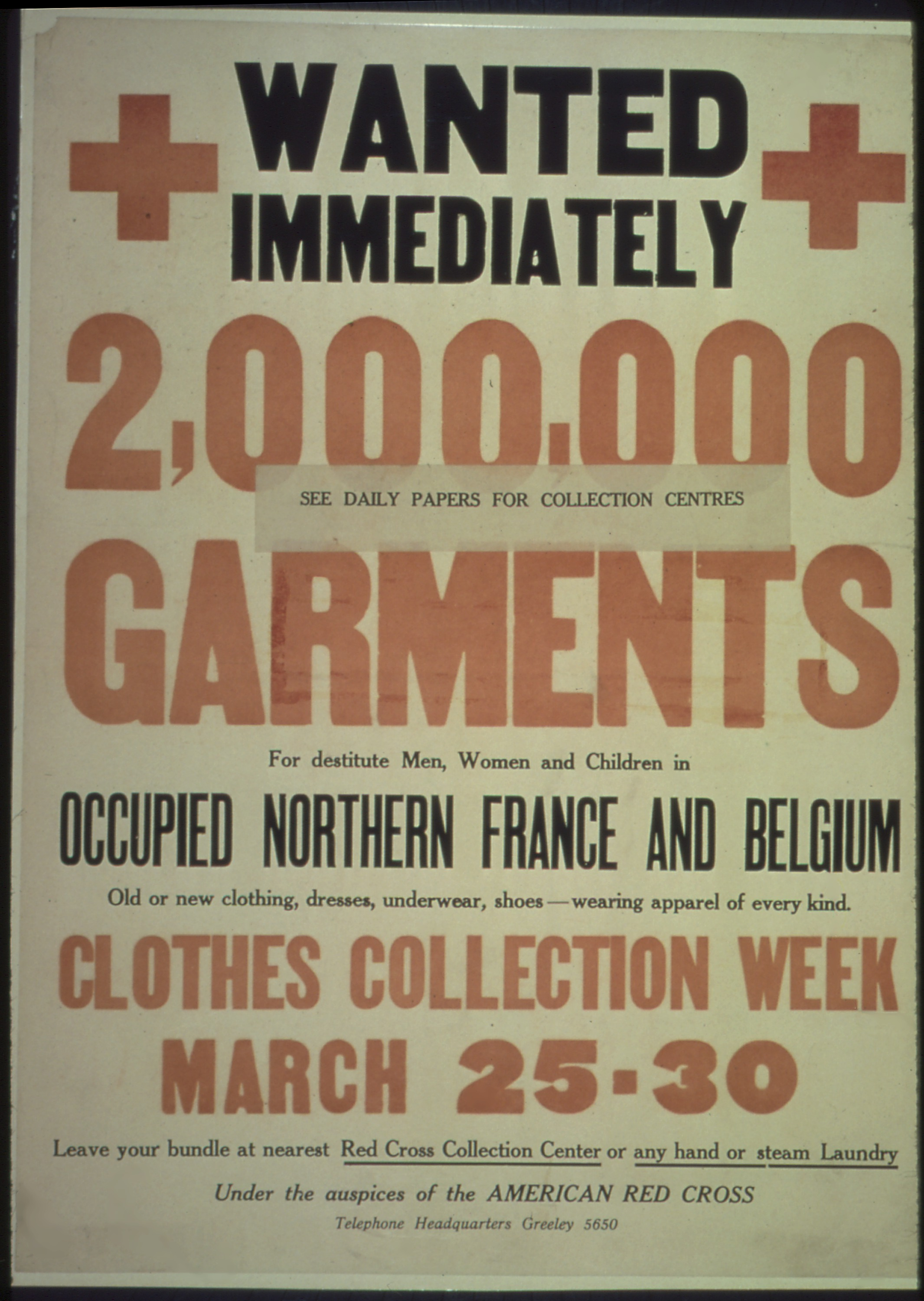
Cartell sol·licitant roba per a la França ocupada i Bèlgica

Abans de la guerra, Bèlgica havia estat un importador net de productes alimentaris. La invasió alemanya, juntament amb el bloqueig aliat, va fer que ja al setembre de 1914, diverses organitzacions belgues es preparessin per a l'inici de la fam en el territori ocupat.
Sota la direcció d'un financer, Émile Francqui, i altres filantrops es va establir el Comité National de Secours et d'Alimentation (CNSA, Comitè Nacional d'Ajuda i l'Alimentació) per assegurar i transportar aliments a Bèlgica, on es podria vendre al belgues civils. Els beneficis d'aquesta part de l'operació van ser utilitzats per distribuir l'ajuda. Després de negociar amb els Aliats i les dues potències centrals europees, el CNSA va aconseguir obtenir permís per a importar aliments dels neutrals Estats Units d'Amèrica. Francqui va utilitzar la seva relació amb Herbert Hoover, el futur president dels Estats Units, per la recollida d'aliments i una altra ajuda a través d'una organització estatunidenca, la Commission for Relief in Belgium (CRB, Comissió per ajudar en Bèlgica), que es va distribuir dins de Bèlgica a través del CNSA. Un nombre d'organitzacions més petites d'ajuda afiliades a altres països neutrals també van treballar en la Bèlgica ocupada.
El CNSA va esdevenir una part important de la vida quotidiana i de la cultura en la Bèlgica ocupada. L'organització va complir gran part de la gestió del dia a dia d'un sistema de benestar i, en general va evitar la fam, malgrat l'escassetat d'aliments i materials molt habitual durant tota l'ocupació. En el seu apogeu, el CNSA tenia més de 125.000 agents i distribuïdors per tot el país. Els historiadors han descrit el propi CNSA, amb el seu Comitè central i xarxes locals a tot el país, com les accions paral·leles del govern belga oficial en temps de pau. En els ulls dels contemporanis, el CNSA va esdevenir un símbol d'unitat nacional i de resistència passiva.

### La vida econòmica

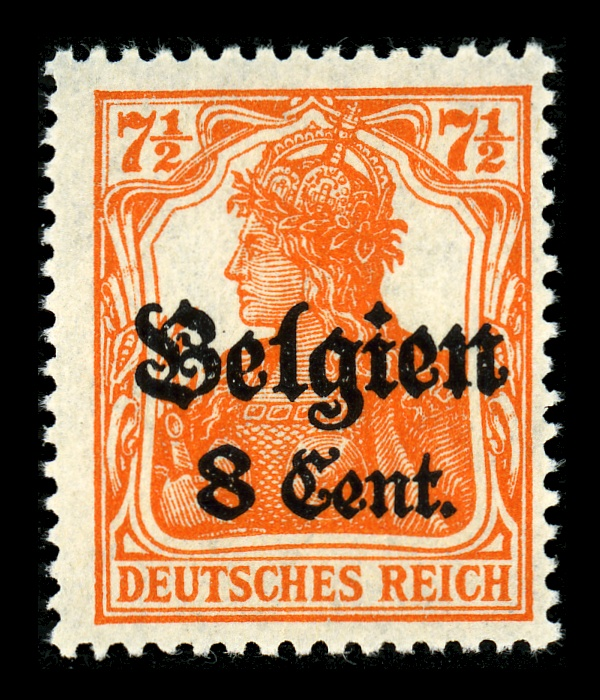
Un segell de correus alemany, sobreimprès amb la paraula «Bèlgica», per al seu ús sota l'ocupació

Al començament de la guerra, el govern belga va eliminar a correcuita les monedes de plata de la circulació i les va reemplaçar amb els bitllets de banc. Amb l'ocupació alemanya, aquests bitllets es van mantenir legals i va continuar la seva producció.
Per a compensar les despesses de l'ocupació, l'administració alemanya va exigir «contribucions de guerra» regulars de 35 milions de francs belgues per mes. La contribució superava considerablement els ingressos fiscals de Bèlgica d'abans de la guerra i així, per tal de pagar, els bancs belgues van crear més paper moneda per a comprar bons. La impressió excessiva de diners, juntament amb les grans quantitats de diners alemanys portats al país pels soldats, va donar lloc a una inflació considerable. També, els alemanys van fixar artificialment el tipus de canvi entre el marc alemany i el franc belga en benefici de la seva pròpia economia en una proporció d' 1:1,25. Per a fer front a les condicions econòmiques, un gran nombre de municipis i comunes individuals, van començar a imprimir i emetre els seus propis diners, conegut com a monnaie de nécesitté (monedes de necessitat), que podia ser utilitzada de forma local.
El caos fiscal, juntament amb els problemes de transport i la requisició de metalls, va conduir a un col·lapse econòmic general, ja que les fàbriques es quedaven sense matèries primeres i els treballadors eren acomiadats. La crisi va afligir especialment a les grans indústries de manufactura de Bèlgica. Com que mancava la matèria primera, que generalment s'exportava des de l'estranger, més empreses van acomiadar als seus treballadors. La desocupació es va convertir en un problema important, junt amb la creixent dependència de la caritat distribuïda per les institucions i organitzacions civils. Unes 650.000 persones estaven sense ocupació entre 1915 i 1918.
Les autoritats alemanyes van utilitzar aquesta crisi per a saquejar maquinària industrial de les fàbriques belgues, que es va enviar a Alemanya, ja fos intacte o fosa. Aquesta política es va intensificar abans de la fi de la política alemanya de deportació en 1917, que més tard va crear problemes importants per a la recuperació econòmica de Bèlgica després del final de la guerra.

### La vida religiosa

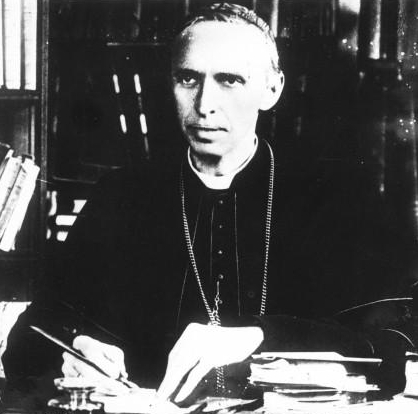
El Cardenal Mercier, fotografia de 1914, va esdevenir un prominent dissident en la Bèlgica ocupada

L'ocupació va coincidir amb un renaixement religiós a Bèlgica que sempre havia estat majoritàriament catòlica.
El primat de Bèlgica, el cardenal Désiré-Joseph Mercier, va esdevenir obertament un crític del règim d'ocupació alemanya. Mercier va publicar un pamflet cèlebre titulat Patriotisme et Endurance (Patriotisme i resistència), el dia de Nadal de 1914, per a explicar a la població civil que havien de complir les lleis d'ocupació només quan fossin compatibles amb el patriotisme belga i els valors cristians. El pamflet va atacar a l'autoritat del govern d'ocupació alemany, indicant que qualsevol norma legitimada només per la força no hauria de ser obeïda.
En absència del rei o de govern en la Bèlgica ocupada, Mercier va esdevenir la figura predominant al país i un símbol de la resistència. A causa del seu estatus, no va poder ser detingut i, malgrat que va ser cridat al Vaticà en 1915 per a treure'l del país, va tornar al cap de poc temps. Els seus escrits van ser prohibits i les còpies de les seves obres confiscades. En 1916, es va prohibir oficialment a Mercier publicar pamflets, però va continuar fent campanya en contra la deportació dels treballadors i altres polítiques alemanyes.
Al principi tenia l'oposició del Papa Benet XV, que estava ansiós per romandre neutral. El papa estava a favor de l'església belga, però el va encoratjar a moderar la seva postura per a evitar confrontacions.

## Les polítiques alemanyes

### La deportació i el treball forçós

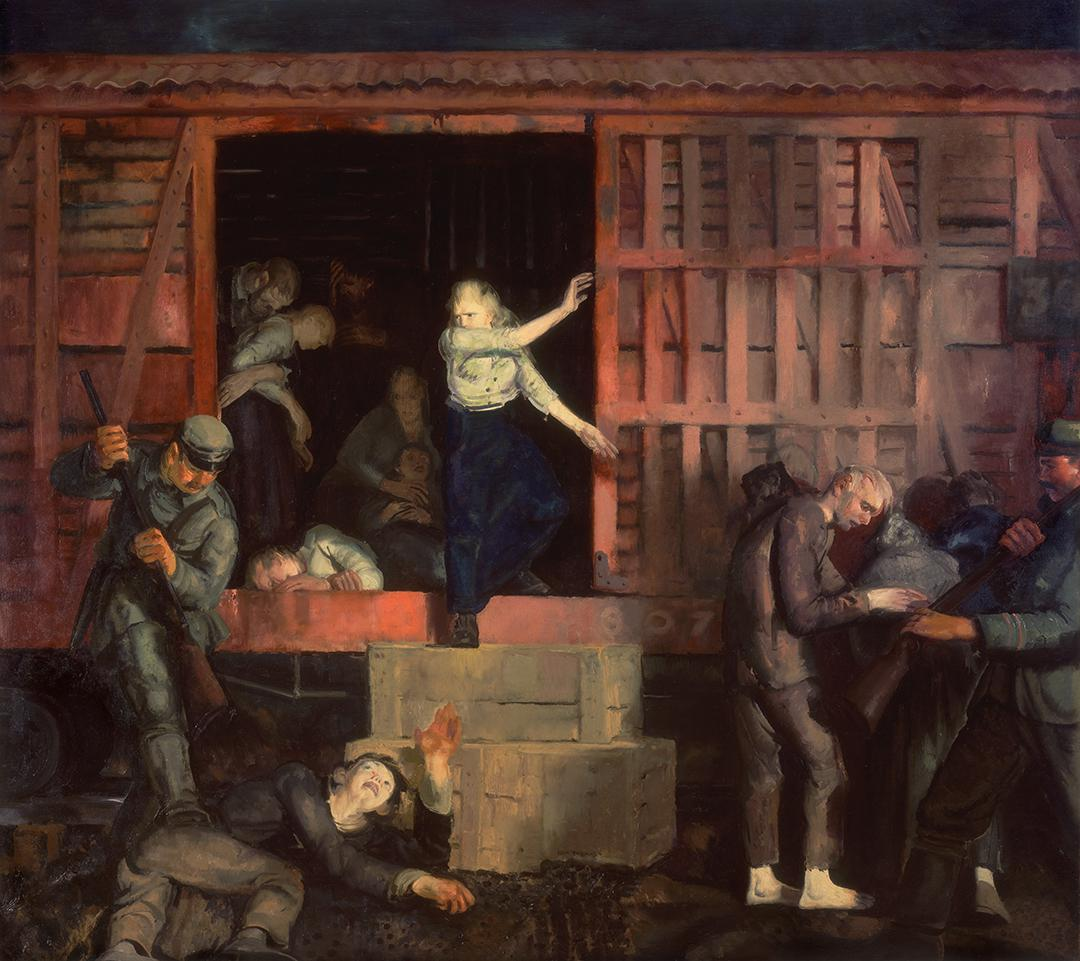
El retorn dels inútils, per l'artista estatunidenc George Bellows, representa el retorn dels treballadors belgues malalts i discapacitats de les fàbriques d'Alemanya

El reclutament dels homes alemanys en l'inici de la guerra va crear una escassetat de mà d'obra a les fàbriques alemanyes importants per a l'esforç de guerra. A partir de 1915, els alemanys van encoratjar als civils belgues a allistar-se voluntàriament per a treballar a Alemanya, però els 30.000 reclutes d'aquesta política van resultar insuficients per satisfer la demanda.
A mitjans de 1916, la situació es fa cada vegada més urgent per a l'exèrcit alemany. Amb el nomenament d'Erich Ludendorff com a cap de l'Oberste Heeresleitung (OHL, Comandament Suprem de l'Exèrcit), a l'agost de 1916, l'administració alemanya va començar a considerar activament la idea de deportar a la força als treballadors belgues cap a Alemanya per a resoldre el problema. La política, encoratjada pels alts nivells de desocupació de la Bèlgica ocupada, va marcar un gir més ampli cap al govern més opressiu de l'administració alemanya.
Les deportacions es van iniciar a l'octubre de 1916 i van durar fins a març de 1917. En total, uns 120.000 treballadors van ser deportats a Alemanya fins a finals de la guerra; d'aquests, al voltant de 2.500 van morir a causa de les males condicions en què es van dur a terme els treballs. A més, en l'Etappengebied (àrea de pas), al voltant de 62.000 treballadors van ser reclutats com a mà d'obra forçada en projectes militars locals en males condicions.
La deportació dels treballadors belgues va demostrar ser insuficient per a satisfer les necessitats de la indústria alemanya i va tenir poc efecte econòmic. Però políticament va donar lloc a una condemna generalitzada en Bèlgica que aviat es va internacionalitzar, ajudant a l'augment de la resistència. A finals de 1917, en virtut de la pressió de les potències neutrals, es va retornar la major part dels treballadors deportats de Bèlgica.

### El moviment flamenc i laflamenpolitik
En els anys previs a l'esclat de la guerra, el moviment flamenc s'havia convertit en un fenomen creixent en la política belga. El francès havia estat la llengua dominant del govern belga i de la classe alta de la societat belga. Després d'un període de marginació, el Moviment Flamenc va tenir èxit en l'assoliment d'un major estatus per a l'idioma neerlandès, un dels principals objectius del moviment, que va culminar en el reconeixement legal del neerlandès com a llengua nacional en 1898. En 1914, les noves lleis van ser aprovades per a donar més concessions al moviment, però l'esclat de la guerra va significar que la seva aplicació s'havia d'ajornar. Nombroses queixes es van quedar sense resoldre. Entre els reclams pendents era la Universitat de Gant, que, encara que estava situada en Flandes, s'ensenyava exclusivament en francès.

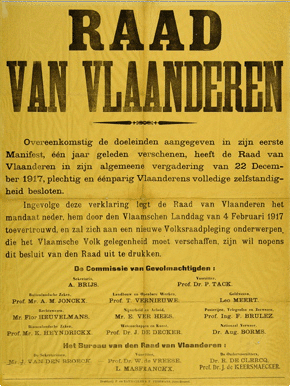
Cartell pel Raad van Vlaanderen (RVV) anunciant la independència de Flandes

En 1915, el Governador General va decidir iniciar la flamenpolitik (política flamenca), utilitzant l'animositat entre els dos grups lingüístics per a facilitar l'administració del territori i per a retratar el règim d'ocupació com l'alliberador de Flandes. També s'esperava que donaria a Alemanya algun tipus d'influència dins dels Països Baixos neutrals. Aquesta política va ser especialment defensada pels pangermanistes, com l'Alldeutscher Verband, que crèia que els flamencs compartien trets racials amb els alemanys, però no pas amb els valons. La política va aconseguir suport entre alguns grups demogràfics, en particular entre els estudiants flamencs joves dins del moviment flamenc. En un principi, la flamenpolitik es va limitar a l'aplicació de les lleis lingüístiques de 1914, però es va tornar cada vegada més radical. Els alemanys també es van estendre al Moviment Való, però amb molt menys èxit. En 1916, els alemanys van obrir una nova universitat en Gant, coneguda com a Von Universitat Bissing, a on tot l'ensenyament era en neerlandès. La nova universitat va ser ben rebuda per alguns, però es va trobar amb l'oposició des de dins del moviment flamenc i pocs es van inscriure en ella. Les polítiques van dividir el moviment flamenc entre els activisten o maximalisten (activistes radicals), que va donar la benvinguda a les mesures alemanyes i crèien que el suport alemany era essencial per a la realització dels seus objectius, i els passivisten (passius), que s'oposaven als alemanys i es preocupaven que això podria desacreditar el moviment. En particular, els activistes esperaven que la independència de Flandes es podria realitzar amb el suport alemany.
Al febrer de 1917, es va formar el Raad van Vlaanderen (RVV, Consell de Flandes) amb el suport tàcit alemany. Els seus membres, tots activistes, van rebre l'ampli suport dels alemanys, però van ser condemnats per altres flamencs i per l'Església. Al juny de 1917, els alemanys van fer de Flandes i Valònia regions administratives separades. El 22 de desembre de 1917, sense consultar prèviament a les autoritats d'ocupació, el RVV va declarar la independència de Flandes i es va dissoldre en si mateix per a preparar les eleccions per a un nou govern flamenc. Les autoritats alemanyes van considerar aquesta declaració de manera ambivalent i el gener de 1918 va rebutjar un projecte de constitució flamenc presentada pel RVV. Unes 50.000 persones es van registrar per votar en les properes eleccions, però hi va haver enfrontaments amb els opossitors a Malines, Anvers i Tienen. El Tribunal d'Apel·lació belga va enviar ordres de detenció de dos membres principals del Consell, Pieter Tack i August Borms, però els alemanys els van alliberar i en el seu lloc van deportar als jutges responsables. En protesta, els jutges de la Cort de Cassació, el tribunal d'apel·lació més alt, es van negar a tractar casos i altres jutges també es van declarar en vaga. Davant la creixent oposició, els alemanys van aturar les eleccions previstes per a març de 1918.

### La repressió política
L'oposició pública als ocupants alemanys va ser fortament reprimida. Van ser prohibides les mostres de patriotisme, com ara cantar l'himne nacional, La Brabançonne, o la celebració de la Diada Nacional de Bèlgica, i els que infringeien les normes corrien el risc d'estrictes penes de presó. Van ser fortament censurats i regulats els diaris, llibres i cartes. Nombrosos alts càrrecs i  personalitats belgues, incloent Adolphe Max, l'alcalde de Brussel·les, i l'historiador Henri Pirenne, van ser empresonats a Alemanya com a ostatges. Les seqüeles de la batalla de Verdun de 1916 va marcar un punt d'inflexió en l'ocupació i va ser seguit per mesures més repressives per part de l'administració, inclosa la deportació de treballadors cap a Alemanya.

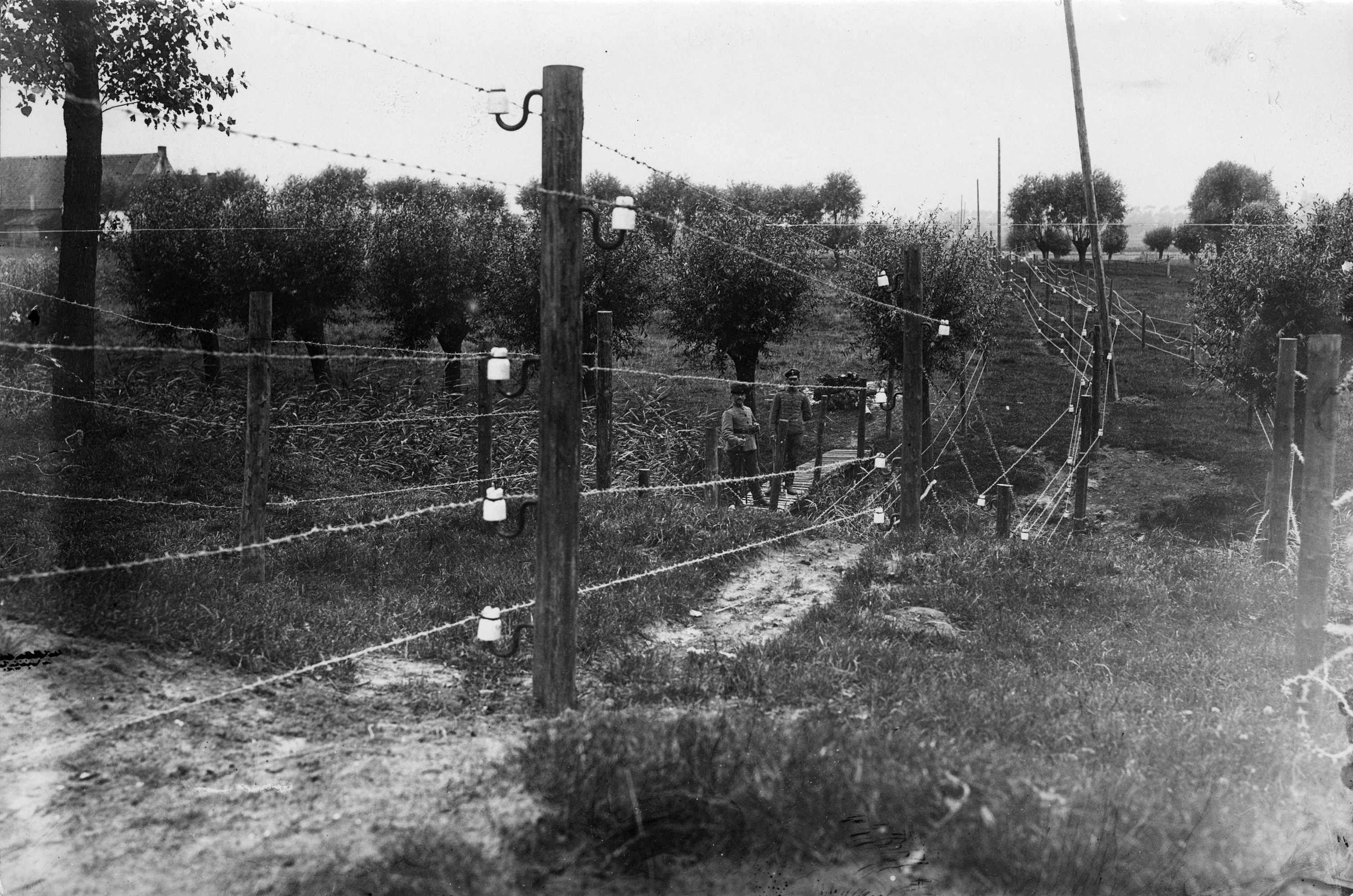
Dodendraad (la tanca de la mort) construïda al llarg de la frontera entre Bèlgica i el Països Baixos

Des del moment de la invasió, un nombre significatiu d'homes belgues havien intentat fugir dels territoris ocupats per unir-se a l'exèrcit belga en el front d'IJzer, a través dels Països Baixos, que eren neutrals. Amb la finalitat de detenir això, els alemanys van començar a construir una tanca elèctrica amb filferro d'arç al llarg de la frontera. La tanca, coneguda com a Dodendraad (la tanca de la mort), també estava custodiada per sentinelles alemanys. Entre 2.000 i 3.000 civils van morir tractant de travessar la frontera durant el conflicte.
Membres de la resistència van ser capturats i executats per les autoritats alemanyes. La coneguda, Edith Cavell, una infermera britànica que havia viscut a Bèlgica abans de la guerra, va ser detinguda després d'ajudar a soldats Aliats per a escapar del país i va ser executada per un escamot d'afusellament alemany en1915. Un altrd resistent, Gabrielle Petit, que havia participat de diverses formes en l'activitat de la resistència, va ser executada en 1916 en Schaerbeek i es va convertir en una heroïna nacional pòstuma.

## La resistència
Poc després de l'ocupació alemanya, es va desenvolupar un moviment de resistència. La resistència va prendre diverses formes. Encara que alguns sabotatges de la resistència, en particular la destrucció de la línia de ferrocarril de Brussel·les-Aquisgrà, es van realitzar al moment de l'inici de l'ocupació, la resistència armada representava una minoria dels seus actes. Existien al voltant de 300 xarxes de resistència separades que sovint incloia membres masculins i femenins.

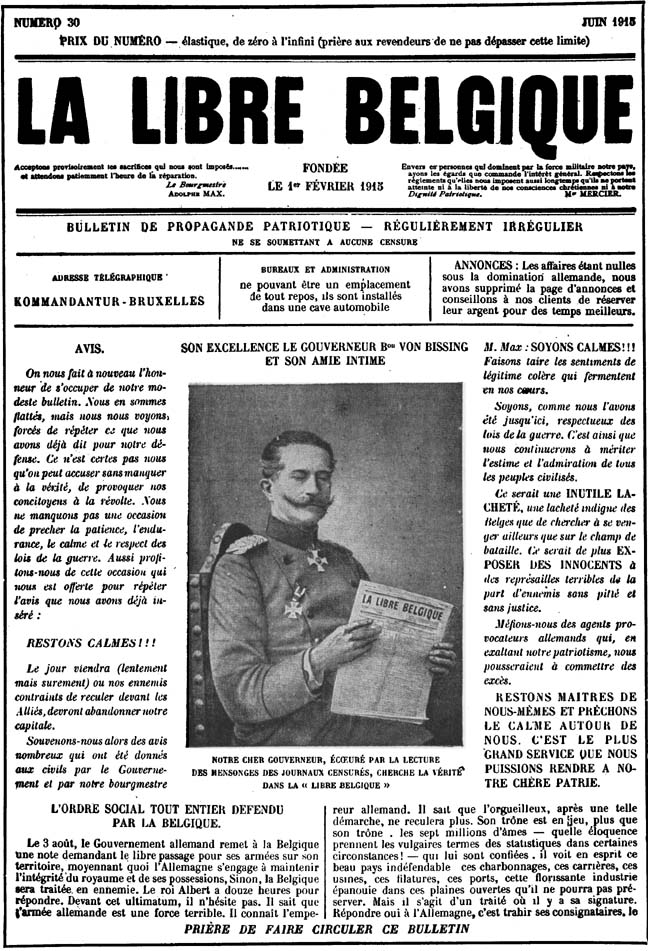
La Libre Belgique (La Lliure Bèlgica), un dels diaris clandestins més coneguts de l'ocupació

En particular, la recollida d'informació tenia un paper important. Al voltant de 6.000 civils belgues estaven involucrats en la recopilació d'informació d'intel·ligència sobre les instal·lacions militars alemanyes i els moviments de tropes, i comunicaven les novetats als exèrcits dels Aliats. L'organització va actuar a través d'un gran nombre de grups independents i s'incloïa, sobretot, la gran xarxa de la Dame Blanche (Dama Blanca). A més de la recopilació d'intel·ligència, organitzaven el suport als homes que volien unir-se a l'exèrcit belga al front d'IJzer, o fugir de la Bèlgica ocupada cap als neutrals Països Baixos Al voltant de 32.000 homes van poder arribar al front amb èxit, fet que va fer augmentar considerablement la grandaria de l'exèrcit belga.
A més, els diaris clandestins també formaven una part important de l'activitat de la resistència. Els diaris proporcionaven informació censurada a la premsa i també la propaganda patriòtica. Alguns treballs clandestins, com La Libre Belgique (La Lliure Bèlgica) i De Vlaamsche Leeuw (El lleó flamenc), podien arribar a un gran nombre de persones. Els diaris clandestins van ser produïts en una varietat de formats i zones geogràfiques, de vegades dirigits a públics específics. En el seu apogeu, La Libre Belgique comptava amb 600 col·laboradors individuals.
Però la forma majoritària d'oposició va ser la resistència passiva. Petites insígnies patriòtiques que representaven als colors de la Família Reial o a la Nació eren extremadament populars. Quan es van prohibir aquests símbols, els nous, com ara la fulla d'hedera, van ser usats amb significat similar. Els treballadors de les indústries estratègiques tenien un rendiment inferior en els seus llocs de treball de forma deliberada com una forma de resistència. La celebració de dies festius nacionals, com el 21 de juliol (Dia Nacional de Bèlgica), que van ser prohibits oficialment pels alemanys, sovint estaven acompanyats de protestes i manifestacions. Un dels més notables actes de resistència passiva va ser la vaga dels jutges de 1918, que va aconseguir guanyar concessions per part dels ocupants alemanys sota la pressió pública considerable.

## El final de l'ocupació

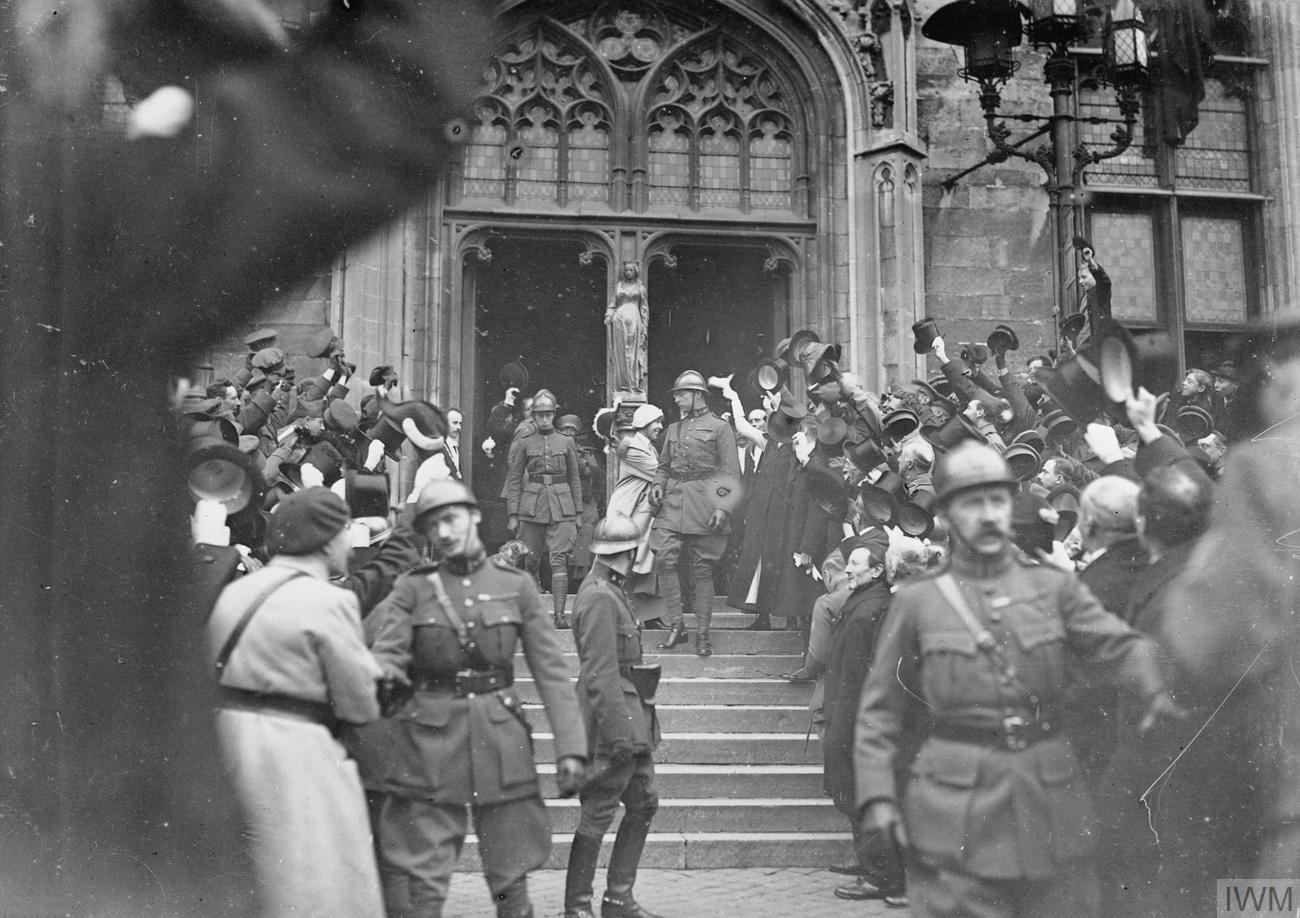
El Rei Albert I encoratjat per multituds en Gant durant el seu alliberament a l'octubre de 1918

En 1918, la moral civil a la Bèlgica ocupada va assolir un mínim històric. Els primers èxits de l'ofensiva de Ludendorff a la primavera del 1918 va fer creure als belgues que l'alliberament era virtualment impossible en un futur. No obstant això, durant l'ofensiva dels Cent Dies, els Aliats i els exèrcits belgues van llançar una sèrie d'ofensives en el front occidental. L'exèrcit belga, bloquejada als afores d' IJzer des de 1914, va avançar fins a Bruges. Les forces alemanyes al front de Bèlgica van posar en marxa una àmplia retirada. L'11 de novembre de 1918, l'exèrcit alemany va signar un armistici. No es va fer l'alto el foc, però es va produir l'alliberament immediat de Bèlgica i es van continuar els combats esporàdics. L'exèrcit belga va avançar a poc a poc al país, darrere de la força d'ocupació alemanya que estava evacuant.
Arran d'un motí a Kiel a finals d'octubre, una ona de revolucions va esclatar entre l'exèrcit alemany. A la Bèlgica ocupada, els soldats de la guarnició de Brussel·les es van amotinar contra els seus oficials el 10 de novembre de 1918. Els revolucionaris van formar un Soldatenrat (Consell de soldats) i van hissar la bandera vermella sobre el Kommandantur de Brussel·les, mentre que molts oficials, entre ells el governador general, van sortir de la ciutat per a dirigir-se cap a Alemanya. Aviat van esclatar els combats als carrersventre els lleials i els revolucionaris alemanys. Com la policia alemanya va quedar òrfena, va esclatar l'anarquia a la ciutat que només es restaurar quan van arribar les tropes belgues. Les forces alemanyes restants a Bèlgica van començar a moure's cap a l'est, cap a la frontera amb Alemanya, evacuant gradualment més territori. Les últimes tropes alemanyesvan abandonar el país el 23 de novembre.
El 22 de novembre, Albert I va entrar a Brussel·les amb l'exèrcit belga d'IJzer i va ser àmpliament aclamat per la població civil. Posteriorment, alguns dels activisten notables del RVV van ser sotmesos a judici, però, tot i que el cos havia professat fins a 15.000 seguidors, només 312 individus van ser condemnats per col·laboració amb l'enemic. Entre ells hi havia Borms que, des de la presó, va seguir exercint un paper important en el moviment flamenc durant la dècada de 1920.
En total, 40.000 soldats i civils belgues van resultar morts i 77.500 ferits durant la Primera Guerra Mundial.